# Manchester (Illinois)
Manchester é uma vila localizada no estado americano de Illinois, no Condado de Scott.

## Demografia
Segundo o censo americano de 2000, a sua população era de 354 habitantes.
Em 2006, foi estimada uma população de 344, um decréscimo de 10 (-2.8%).

## Geografia
De acordo com o United States Census Bureau tem uma área de
2,7 km², dos quais 2,7 km² cobertos por terra e 0,0 km² cobertos por água. Manchester localiza-se a aproximadamente 209 m acima do nível do mar.

## Localidades na vizinhança
O diagrama seguinte representa as localidades num raio de 16 km ao redor de Manchester.